# Onobrychis sphaciotica
Onobrychis sphaciotica är en ärtväxtart som beskrevs av Werner Rodolfo Greuter. Onobrychis sphaciotica ingår i släktet esparsetter, och familjen ärtväxter. Inga underarter finns listade i Catalogue of Life.